# Jürgen Kuttner
Jürgen Kuttner (* 9. Februar 1958 in Ost-Berlin) ist ein deutscher Radiomoderator, Kulturwissenschaftler, Theaterregisseur und freier Kunstschaffender. Er war einer der langjährigen Moderatoren des Rundfunksenders Fritz (RBB) sowie Mitbegründer der ostdeutschen Ausgabe der Tageszeitung.

## Leben
Jürgen Kuttners Mutter arbeitete als Hauptsachbearbeiterin bei der Sparkasse, sein Vater war Materialkontrolleur bei den Berliner Verkehrsbetrieben. Da seine Mutter bei seiner Geburt erst 16 Jahre alt war, wuchs er sechs Jahre lang bei seiner Großmutter in Berlin-Mitte auf und zog dann zu den Eltern nach Friedrichsfelde. Kuttner besuchte die Mathematik-Spezialoberschule Heinrich Hertz. Nach dem Abitur 1976 und abgeleistetem Grundwehrdienst bei der NVA wurde ihm ein Physik-Studienplatz zugeteilt, dem er jedoch ein kulturwissenschaftliches Studium vorzog. Weil er dort mangels freier Plätze abgelehnt wurde, übernahm Kuttner verschiedene Arbeiten, beispielsweise als Clubleiter, Hausmeister im Kindergarten und an archäologischen Grabungen. Mit 22 Jahren konnte er sein Studium der Kulturwissenschaft (Ästhetik, Kulturtheorie und Philosophie) an der Humboldt-Universität in Ost-Berlin aufnehmen. 1988 wurde er mit der Dissertation „Massenkultur“ und „Masse“ – Eine methodologisch-begriffsgeschichtliche Studie zum Dr. phil. bei Norbert Krenzlin promoviert. Bis zur Wende war er beim Verband Bildender Künstler der DDR beschäftigt. 1990 war er maßgeblich an der Gründung der Ostausgabe der tageszeitung (taz-ddr) beteiligt, für die er bis 1992 arbeitete.

### Radiolaufbahn
Seine Radio-Laufbahn begann Kuttner beim DDR-Jugendsender DT64, aus dem im Januar 1992 das Rockradio B des Ostdeutschen Rundfunk Brandenburg (ORB) hervorging. Dort füllte er ohne große Vorkenntnisse vom Radio erstmals eine ganze Sendung.
1993 entstand aus der Kooperation mit dem SFB der Radiosender Fritz. Bis Ende 2007 war die von Jürgen Kuttner moderierte Sprechfunk-Sendung ein fester Bestandteil des Sendeprogramms, die letzten Jahre dienstags um 22 Uhr im Blue Moon.
1994 startete im dritten Programm des ORB die Sendung Null Uhr Kuttner, die im Wesentlichen wie Sprechfunk im Fernsehen funktionierte
und Anfang März 1996 durch das ähnliche Format Kuttner zweimal klingeln abgelöst wurde, welches sogar im Nachtprogramm der ARD wiederholt wurde.
Ein Bruch erfolgte im Januar 1995, als Jürgen Kuttner seine IM-Tätigkeit für das MfS in den Jahren 1977 bis 1983 zugab und daraufhin seine Radio- und Fernsehtätigkeit unterbrach. Kuttner erklärte, dass er die Arbeit des Geheimdienstes als Verteidigungsmaßnahme der DDR gegenüber ihren vielfältigen Gegnern damals als legitim und seine Gespräche mit dem MfS nicht als Denunziation, sondern als „Vermittlergespräche“ empfunden habe. Die Gauck-Behörde fand kein belastendes Material und Kuttner ging im März desselben Jahres wieder auf Sendung.
Von Januar 2002 bis Juli 2006 war Kuttner auch als Radiomoderator der Nightline auf You FM, einem Jugendformat des Hessischen Rundfunks tätig (ehemals Talk X auf hr XXL). Im September 2007 moderierte er schließlich den letzten Sprechfunk auf Radio Fritz.
Ab dem 18. November 2007 moderierte er sonntags von 21:00 bis 23:00 Uhr die Sendung Kuttner und Kuttner zusammen mit seiner Tochter Sarah Kuttner auf dem rbb-Hörfunksender Radio Eins. Die vorerst letzte Sendung lief am 27. April 2008, da Sarah Kuttner aufgrund der vielen Fernsehdreharbeiten keine Zeit mehr für die Sendung hatte.
Bei dem Internetradiosender hörbuch fm war Kuttner im Jahr 2011 mehrmals Gastmoderator der Literatursendung Exlibris.
Am 31. Januar 2013 moderierte er gemeinsam mit Johnny Haeusler, als Teilnehmer der Reihe Die Rückkehr der Radiolegenden, drei Stunden lang seinen Sprechfunk auf Radio Eins. Dort führte er auch wieder sein Expertengespräch mit Stefan Schwarz. Weitere Teilnehmer dieses Formates waren Hugo Egon Balder, Gregor Rottschalk, Christine Dähn, Steffen Hallaschka, Lutz Schramm, Dagmar Berghoff, Monika Dietl, Carmen Thomas, Frank Elstner und Thomas Gottschalk. Auch gab es ein Sonderformat über die verstorbenen Legenden John Peel, Juliane Bartel und Barry Graves, welches von Peter Radszuhn geführt wurde.
Am 20. November 2019 nahm Kuttner zusammen mit Radio Eins wieder das frühere Sprechfunk-Konzept auf und ging mit „Kuttners Sprechfunk“ per Livestream auf der Website von Radio Eins wieder auf Sendung. Die Sendung ist nicht gleichzeitig im offiziellen Radioprogramm von Radio Eins zu hören. Der Stream ist jedoch als Podcast und als Youtube-Video verfügbar. Am 21. Dezember 2022 wurde die Sendereihe nach 78 Folgen durch Radio eins eingestellt.

### Andere Tätigkeiten
Neben seinen Sprechfunkabenden auf Fritz hält Kuttner seit November 1996 monatlich sogenannte Videoschnipselvorträge unter dem Titel Von Mainz bis an die Memel an der Volksbühne Berlin. Im Januar 2014 veranstaltete er seinen 115ten Videoschnipselabend. In der Nacht vom 25. zum 26. November 2016 veranstaltete er in der Volksbühne anlässlich des zwanzigsten Jubiläums eine Lange Nacht der Videoschnipsel. Als Gast spielten Funny van Dannen und die Bolschewistische Kurkapelle.
Durch seine kommentierten Videoschnipsel (z. B. Kuttner erklärt die Welt) ist Kuttner mittlerweile überregional in Deutschland, Österreich und der Schweiz bekannt.
Im Frühjahr 2007 hatte Kuttner sein Format des Videoschnipselvortrags für das Internet adaptiert und betrieb einen Videoblog bei der Netzeitung, bis diese 2009 eingestellt wurde.

### Bühne
Seit mehreren Jahren wirkt Kuttner an verschiedenen Theaterprojekten als Regisseur, Autor sowie oftmals als Darsteller mit.
Viele seiner Regieprojekte finden in enger Zusammenarbeit mit dem Regisseur Tom Kühnel als auch der Künstlerin und Puppenspielerin Suse Wächter statt.
Eine Auswahl ist hier zu finden:
- Renegaten? Lei-Feng! Volksbühne Berlin, 2000
- Lovely Lenin 1 u. 2, eine Revue mit u. a. Volker Spengler, Jonathan Meese u. a., Volksbühne Berlin, 2006
- Vom Jasagen und Neinsagen – ein Seminar für Führungskräfte, Thalia Theater (Hamburg), Berliner Ensemble, 2006
- Helden Mannheims, Revue anlässlich der 400 Jahr Feier von Mannheim, 2007
- Fordlandia. Eine Fließbandproduktion, Schauspiel Köln, 2007
- Götter, Kekse, Philosophen, Schauspiel Hannover, 2009
- Helden des 20. Jahrhunderts, Schauspiel Hannover, Volksbühne Berlin, 2009/10
- Die Schöpfer der Einkaufswelten, Schauspiel Hannover, 2010
- Die Sorgen und die Macht von Peter Hacks, Deutsches Theater Berlin, 2010
- Mentallica, Schauspiel Köln, 2010
- Kunst wird woanders gebraucht, als wo sie rumsteht, Schauspiel Hannover, 2010
- Capitalista, Baby! Deutsches Theater Berlin, 2011. Eine Adaption von Ayn Rands The Fountainhead
- Der Geldkomplex, Residenztheater München, 2012. Nach gleichnamigem Briefroman von Gräfin Franziska zu Reventlow.
- Demokratie, von Michael Frayn, Deutsches Theater Berlin, 2012
- Kollateralschlager, Schauspiel Hannover, 2012
- Lawrence von Arabien, Schauspiel Hannover, 2012
- Lola Montez, Residenztheater München, 2013
- Ein Staat, ein guter Staat, Schauspiel Hannover, Premiere 20. April 2013
- Agonie, Deutsches Theater Berlin, Premiere 1. September 2013[11]
- Aus dem bürgerlichen Heldenleben, Residenztheater München, Premiere 21. Februar 2014[12]
- Tabula rasa: Gruppentanz und Klassenkampf, Deutsches Theater Berlin, 2014
- Ach, Volk, du obermieses, Volksbühne Berlin, 2014
- Der Auftrag, Schauspiel Hannover, Ruhrfestspiele Recklinghausen, 2015

## Hörspiele
- 2014: David Lindemann: Butcher’s Block – Regie: David Lindemann (Hörspiel – DKultur)
- 2015: Mona Winter: Eine von vielen (Theo) – Regie: Mona Winter (Hörspiel – RBB)

## Persönliches
Jürgen Kuttner hat drei Töchter, von denen Sarah Kuttner (geboren 1979) durch ihre Tätigkeit als Fernsehmoderatorin bekannt geworden ist. Eine weitere Tochter ist die Autorin und Regisseurin Lena Brasch (geboren 1993), die er mit der Rundfunkjournalistin Marion Brasch hat.

## Werke
- CD Bolschewistische Kurkapelle Schwarz-Rot – Werke. Buschfunk, Berlin 1994.
- Das große Sprechfunk-Lesebuch, herausgegeben von Jörg Köhler, Verlag Schwarzkopf & Schwarzkopf, Berlin 1995, ISBN 3-89602-040-4 (Digitalisat in der Leihbibliothek des Internet Archive).
- Zusammen mit Stefan Schwarz: Experten-Gespräche. Verlag Schwarzkopf & Schwarzkopf, Berlin 1996, ISBN 3-89602-052-8.
- CD Bolschewistische Kurkapelle Schwarz-Rot – Tänze. Buschfunk, Berlin 2000.
- Zwei Schmetterlinge suchen im Führerhauptquartier das Klo. Gespräche mit dem Universalgelehrten Stefan Schwarz. Reihe: Critica Diabolis, Band 132, Bittermann Verlag, 2005, ISBN 3-89320-090-8.
- Die Geburt des radikalen Islamismus aus dem Hüftspeck des deutschen Schlagers und andere West-östliche Denkwürdigkeiten. Verlag rororo, 2009, ISBN 978-3-499-62511-4.